# Navaornis
Navaornis ist eine ausgestorbene Gattung aus der Gruppe der Enantiornithes innerhalb der Avialae (Vögel im weiteren Sinne). Die Gattung lebte vor etwa 80 Millionen Jahren in der späten Kreidezeit der Adamantina-Formation Brasiliens. Die Gattung enthält bis dato eine einzige Art, N. hestiae, die durch einen gut erhaltenen Schädel und Skelett bekannt ist. 

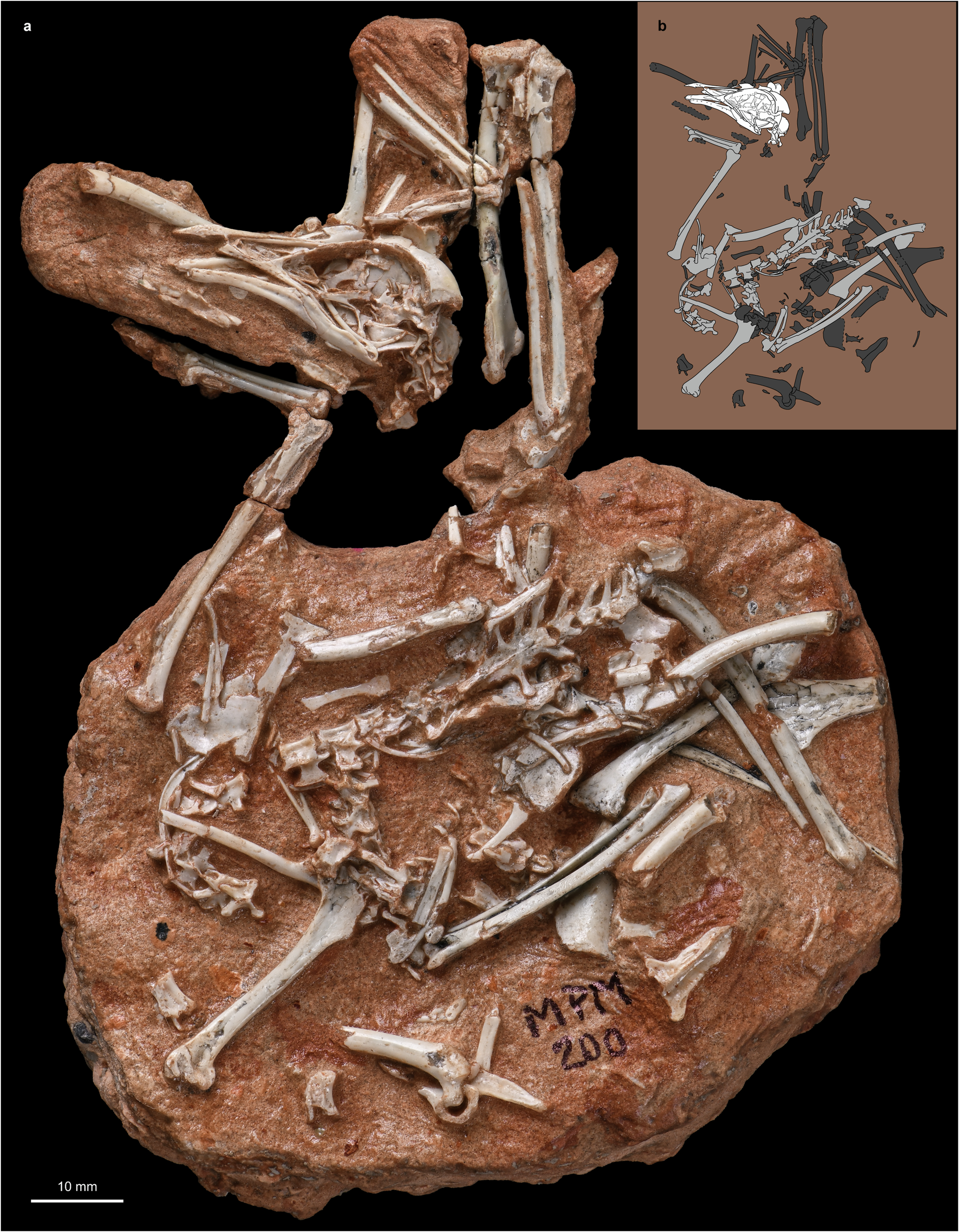
Skelett (MPM-200) und Schädel (MPM-200-1)

## Funde
Insgesamt existieren drei fossile Funde. Der Holotyp beinhaltet ein nahezu vollständig erhaltenes Skelett (MPM-200), inklusive Schädel (MPM-200-1) und wurde 2016 in Williams Quarry, in der Gegend von Presidente Prudente, in einer etwa 50 cm starken Schicht der Adamantina-Formation entdeckt. Der dreidimensionale Fund deutet auf eine langsame Sedimentierung, sein guter Erhaltungszustand darauf hin, dass der Fundort über Jahrmillionen sehr trocken blieb.
MPM-334-1 stammt vom selben Ort und besteht aus einer gut erhaltenen Schädelbasis und wird ebenfalls der Gattung zugeordnet.
Gestein und Lage der Funde datieren die Lebzeiten von Navaornis auf Anfang des Santoniums (86,3 Millionen Jahre) bis Ende des Campaniums (72 Millionen Jahre) innerhalb der Oberkreide.

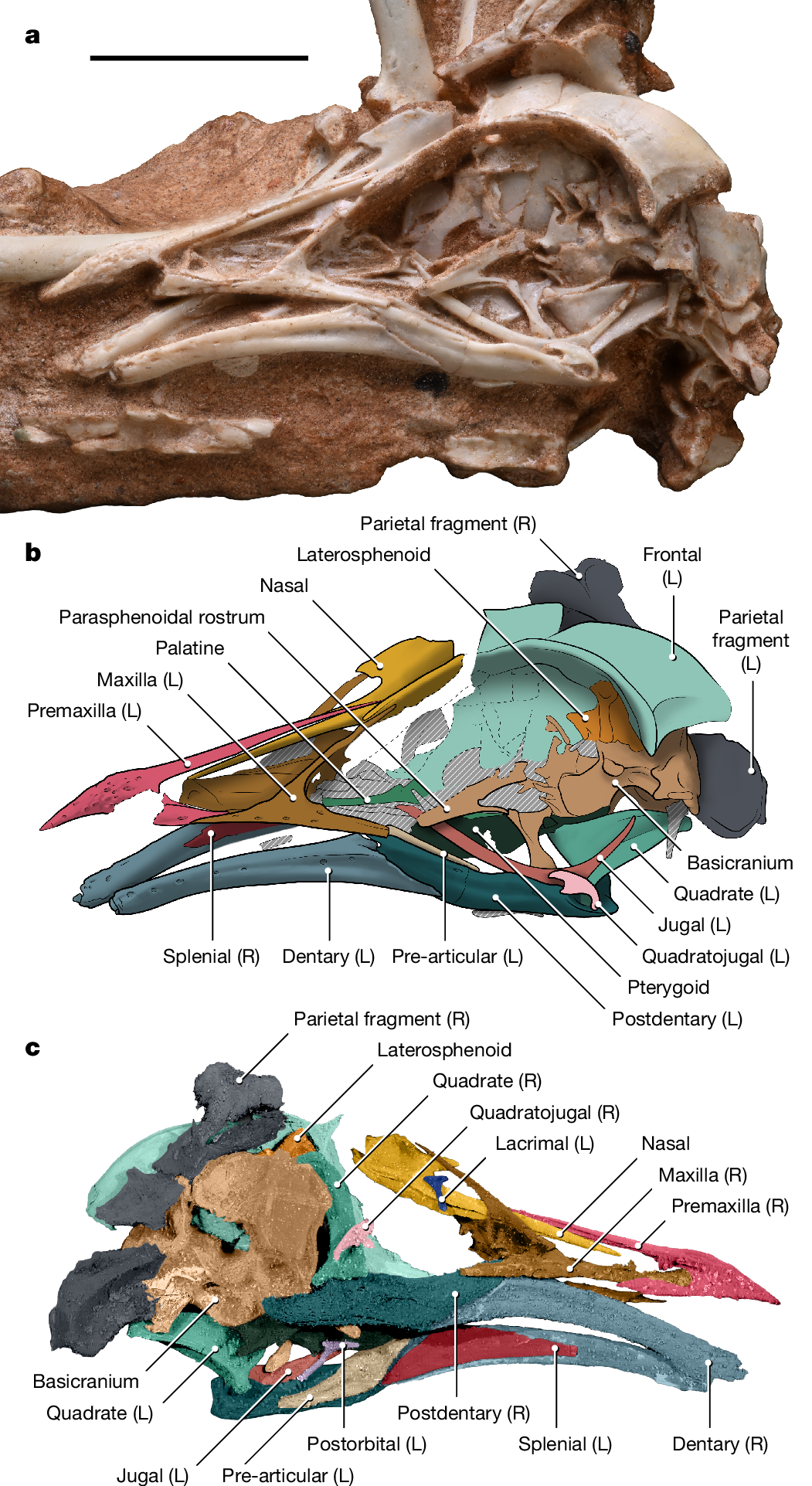
Kraniale Rekonstruktion des Schädels

## Merkmale
Navaornis war mit 19–22 cm etwa so groß wie ein Gemeiner Star und gehörte den inzwischen ausgestorbenen Enantiornithes („Gegenvögel“) an, welche als die artenreichste Vogelgruppe des Mesozoikums gilt. Sie besaßen bereits einen agileren Knochenbau sowie eine ausgeklügeltere Befiederung als Urzeitvögel wie Archaeopteryx.
Zwar sind bei Navaornis sowohl Klein- als auch Großhirn weniger ausgeprägt als bei modernen Vögeln (Neornithes), allerdings weisen Proportionen und grundlegender Aufbau wie starke Wölbung des Schädels, erweiterte Augenhöhlen, das Fehlen von Zähnen (als erster Vertreter der Enantiornithes) und vor allem das vergrößerte Gleichgewichtsorgan bereits viele Merkmale dieser auf. Obwohl davon auszugehen ist, dass diese Eigenschaften ein weit ausgedehnteres Leben in der Luft ermöglichten, als es früheren Vertretern möglich war, so blieb die Kognition der Gattung weiter recht unterentwickelt, ebenso wie das Zentrum zur Steuerung des Fluchtverhaltens.
Evolutionär gesehen bildet die Gattung ziemlich genau die Hälfte der Entwicklungen zum heutigen Vogel ab. Da sie jedoch kein direkter Vorfahr dessen ist ergibt sich daraus die Frage, ob in verschiedenen Kladen konvergente Entwicklungen stattfanden, die zu einer verbesserten Flugfähigkeit führten, oder ob besagte Eigenschaften bereits bei den letzten gemeinsamen Vorfahren, den Ornithothoraces in Ansätzen vorhanden waren.

## Etymologie
Der Gattungsname setzt sich aus dem Namen des Entdeckers William Navas und dem griechischen Wort "ornis" für Vogel zusammen. Der Artname erinnert an die griechische Göttin Hestia, welche als jüngste und älteste Tochter des Olymps zugleich gilt und sinnbildlich für die Kombination alter Phylogenetik und modernem Schädelbau von Navaornis steht.